# Psychoda rhipsalis
Psychoda rhipsalis är en tvåvingeart som beskrevs av Quate 1967. Psychoda rhipsalis ingår i släktet Psychoda och familjen fjärilsmyggor. Inga underarter finns listade i Catalogue of Life.